# Liste der Bodendenkmäler in Freyung
Auf dieser Seite sind die Bodendenkmäler in der niederbayerischen Gemeinde Freyung zusammengestellt. Diese Tabelle ist eine Teilliste der Liste der Bodendenkmäler in Bayern. Grundlage ist die Bayerische Denkmalliste, die auf Basis des Bayerischen Denkmalschutzgesetzes vom 1. Oktober 1973 erstmals erstellt wurde und seither durch das Bayerische Landesamt für Denkmalpflege geführt wird. Die folgenden Angaben ersetzen nicht die rechtsverbindliche Auskunft der Denkmalschutzbehörde.

## Bodendenkmäler in Freyung
| Lage       | Objekt                                                                                          | Akten-Nr.     | Bild |
| ---------- | ----------------------------------------------------------------------------------------------- | ------------- | ---- |
| (Standort) | Siedlung des Endneolithikums.                                                                   | D-2-7146-0006 |      |
| (Standort) | Untertägige Befunde des Mittelalters und der frühen Neuzeit im Bereich der Kath. Kirche         | D-2-7147-0012 |      |
| (Standort) | Untertägige Befunde des Mittelalters und der frühen Neuzeit im Bereich der Kath. Kirche         | D-2-7147-0047 |      |
| (Standort) | Siedlung des Mittelalters und der frühen Neuzeit sowie der Latènezeit. Bestattungsplatz         | D-2-7147-0048 |      |
| (Standort) | Untertägige Befunde der frühen Neuzeit im Bereich der Bründlkapelle bei Kreuzberg,              | D-2-7147-0049 |      |
| (Standort) | Siedlung des Endneolithikums.                                                                   | D-2-7147-0056 |      |
| (Standort) | Siedlung des Endneolithikums.                                                                   | D-2-7147-0057 |      |
| (Standort) | Frühneuzeitliche Wüstung Saußmühle.                                                             | D-2-7147-0058 |      |
| (Standort) | Untertägige Befunde des Mittelalters und der frühen Neuzeit im Bereich des Schlosses Wolfstein. | D-2-7147-0064 |      |
| (Standort) | Teilabschnitt des Winterberger Zweiges des mittelalterlich-frühneuzeitlichen Altweges           | D-2-7147-0081 |      |
| (Standort) | Teilabschnitt des Winterberger Zweiges des mittelalterlich-frühneuzeitlichen Altweges           | D-2-7147-0082 |      |
| (Standort) | Teilabschnitt des Bergreichensteiner Zweiges des mittelalterlich-frühneuzeitlichen Altweges     | D-2-7147-0086 |      |
| (Standort) | Teilabschnitt des Bergreichensteiner Zweiges des mittelalterlich-frühneuzeitlichen Altweges     | D-2-7247-0001 |      |
| (Standort) | Burgstall des Mittelalters.                                                                     | D-2-7247-0152 |      |